# Poigny-la-Forêt
Poigny-la-Forêt è un comune francese di 1 076 abitanti situato nel dipartimento degli Yvelines nella regione dell'Île-de-France.

## Società

### Evoluzione demografica
Abitanti censiti